# Hanne Boel
Hanne Boel (født 31. august 1957) er en dansk sangerinde. Hun spænder genremæssigt vidt og har sunget såvel kirkekor som gospel, soul, jazz og rock, pop samt et stænk af techno. Hun har haft succes i hele Skandinavien samt Tyskland med et samlet pladesalg på 2,5 millioner. Hendes andet album, Dark Passion (1990) har alene solgt over en halv million eksemplarer på verdensplan, mens Hanne Boel vandt fire Grammy-statuetter for albummet i 1991. I Danmark er albummet det sjettemest solgte album nogensinde med 340.000 solgte eksemplarer. Hanne Boel er desuden den bedst sælgende danske sangerinde nogensinde.

## Karriere
Hanne Boel er uddannet musikpædagog fra Det Kongelige Danske Musikkonservatorium i 1980 og studerede derefter et år ved Berklee School of Music i Boston. Da hun kom hjem igen, fungerede hun som musikpædagog i flere år, men samtidig blev hun medlem af gruppen Blast fra 1981 til 1986. Herefter fungerede hun en periode som korsanger, inden hun i 1988 udsendte sit debutalbum Black Wolf. Albummet blev et stort hit og indbragte blandt andet Boel en IFPI-pris som årets sangerinde det følgende år.
I 1991 modtog hun 5 Grammy-priser for sit album Dark Passion, der var udgivet året forinden og indeholdt numre som (I Wanna) Make Love To You, Light In Your Heart og If You Want My Body. Hanne Boel var ikke selv til stede ved selve uddelingen, da hun havde en optræden samtidig i Kenya.
I 1992 udkom albummet My Kindred Spirit Efter at have turneret med My Kindred Spirit udkom i 1992 albummet Kinda Soul og indholdt hendes til dato nok største hit, "Don't Know Much About Love". Af andre numre fra den plade kan nævnes "Starting All Over Again" og en liveoptagelse fra Midtfyns Festivalen af Lennon/McCartneys "Hey Jude".
I 1996 begyndte hun at arbejde sammen med Martin Hall og Ole Hansen, og i 1999 indgik hun et mere formelt samarbejde med Martin Hall i duoen Boel & Hall, der lavede et album af samme navn. Denne periode var kommercielt knap så succesrig som starten på solokarrieren.
I løbet af 1990'erne var hun seks gange med på de populære danske Absolute Music-compilations med sangene "Don't Know Much About Love", "Mocking Bird", "All It Takes", "Broken Angel", "Salt Of Your Skin" og duetten "Chance of a Lifetime". På de svenske/norske udgaver af cd'erne er, udover nogle af førnævnte, også "I Wanna Make Love to You" og "End of Our Road".  
Hanne Boel vendte tilbage til sin oprindelige producer, Poul Bruun, med hvem hun indspillede Beware of the Dog, der indbragte en Grammy-nominering.
En rejse til sydhavsøen Abaco blev så stor en inspirationskilde, at der blev skabt en hel plade med samme navn, og hvor mere eksotiske instrumenter som bl.a. dobro.
Private Eye blev udsendt i 2007. Flere af titlerne kredser om det at blive ældre og have mere fokus på børn og familie end verdenssituationen. Samtidig var udgivelsen hendes første på Warner Music, efter at have været i stald hos Medley (senere EMI) fra starten af sin karriere.
På den forgående turné var Boel og bandet begyndt at finde nogle af de gamle hits frem igen og spille dem, som de kunne have lydt, hvis de havde været skrevet i 2008. En massiv tilstrømning til disse koncerter skabte fundamentet til en genindspilning af nogle af disse sange. Derudover drog hun til London for at skrive nye sange, hvilket blandt andet resulterede i et af hendes største radiohits nogensinde; nemlig "Wedding Day". Alt sammen udkom i 2008 på pladen A New Kinda Soul, der, som navnet antyder, trækker spor helt tilbage fra hendes "fritidsplade" fra 1992. Thomas Helmig medvirkede på sin egen "Heat Is On". Anmeldelserne til denne plade var mildest talt lunkne, men radiostationerne og publikum tog den til sig og gjorde den til en af årets største succeser.
Hanne Boel interesserer sig ved siden af musikken for islandske heste og havde i flere år en stor gård i Nordsjælland til disse, hvor hun udover at dyrke sin personlige interesse også afholdt flere afdelinger af DM inden for sporten.
Den 1. august 2009 blev hun ansat på en 5-årig kontrakt som professor i musik på Rytmisk Musikkonservatorium ved Holmen i København
I 2016 deltog hun i tv-programmet Toppen af poppen. Dette gjorde hun sammen med Ida Corr, Peter A.G. Nielsen, Fallulah, Djämes Braun, Lau Højen (Carpark North) og Troels Gustavsen.

## Diskografi

### Hanne Boel
- 1988: Black Wolf
- 1990: Dark Passion
- 1992: My Kindred Spirit
- 1992: Kinda Soul
- 1994: Misty Paradise
- 1995: Best of Hanne Boel
- 1996: Silent Violence
- 1998: Need
- 1999: Strangely Disturbed
- 2000: Boel & Hall (med Martin Hall)
- 2002: Beware of the Dog
- 2004: Abaco
- 2007: Private Eye
- 2008: A New Kinda Soul
- 2010: I Think It's Going to Rain (med Carsten Dahl)
- 2011: The Shining of Things
- 2014: Outtakes
- 2020: Between Dark & Daylight
- 2021: KOPI

### Blast
- 1983: Blast (Blast)
- 1986: Blast 2 (Blast)
- 2005: Replay (Blast)

### Album med andre
- 1987: Se nu stiger solen (Hanne Boel, Lei Moe, Lupe Moe og Ole Koch-Hansens sekstet)
- 1987: Shadow of Love (Boel, Emborg, Vinding, Riel)